# Kness
Kness, nom de plume de Karine Le Logeais, est une illustratrice française de livres, magazines, jeux de société et jeux vidéo, éditrice de livre illustrés et coloriste de bande dessinée, née le 8 janvier 1980 en France. Elle est également une des fondatrices, en 2002, du site web de création graphique Café salé et la gérante de CFSL Ink.

## Biographie

### Jeunesse et formation
En 1991, Kness devient élève du collège Saint-Joseph à Cholet puis, en 1994, du lycée Sainte-Marie de la même ville.
De 1997 à 1999, elle suit des études de psychologie à l'université de Nantes, puis s'oriente vers l'image avec l'École Multimédia à Paris jusqu'en 2002.

### Années 2000
Elle est illustratrice indépendante depuis 2003.
En 2002, Kness cofonde avec d'autres illustrateurs dont Bengal, le forum Café salé, à la base projet d'amateurs passionnés, qui permettra de lancer et faire connaître différents auteurs de l'illustration. En août 2009, le forum compte plus de 20 000 inscrits, majoritairement orienté dans l'illustration via le numérique.
Elle est une des invités annuelles depuis la 1re édition du Festival des blogs BD, en 2005, en tant qu'auteur d'un blog de bande dessinée.
En 2007, elle gagne le concours de la Saint Valentin 2007 sur World of Warcraft, concours organisé par la société américaine Blizzard Art.
Elle est également à l'initiative de « Café salé | Art Book 02 ».
En 2009, est créée CFSL.ink, une filiale d'Ankama, dédié aux créations de Café Salé, dont elle sera la gérante.
En septembre 2009, elle participe à l'œuvre collective En chemin elle rencontre..., bande dessinée collective réalisée avec l'aide d'Amnesty International aux éditions Des ronds dans l'O, sur le thème de la violence faites au femmes dans un cadre conjugal. Elle y participe à une histoire au scénario de Kris et dessin de Nicoby, Kris avait déjà travaillé avec Nicoby sur Les Ensembles contraires et avec Kness sur Le Monde de Lucie. Dans un entretien avec le journal Scenario.com, Kris confie que c'était la première fois que Nicoby laissait quelqu'un d'autre mettre les couleurs sur ses dessins et qu'il voit Kness comme « quelqu'un qui accomplit un travail de réflexion et d’expériences énorme autour de la bande dessinée et de ses multiples dérivés graphiques ».

### Années 2010
En 2010, elle organise avec Made les « CFSL Workshop », meetings de quelques jours où des illustrateurs, dans le domaine de l'illustration classique ou des jeux vidéo donneront des cours collectifs de speed-painting, peinture ou character design à d'autres illustrateurs. Les ateliers sont animés par des personnalités de l'illustration tells que Mathieu Lauffray dessinateur de bande dessinée, illustrateur et concept-designer ayant notamment illustré les couvertures de la bande dessinée Star Wars ou Aleksi Briclot, illustrateur ayant illustré des couvertures de Marvel ou des cartes World of Warcraft TCG en 2010. En 2011, Benjamin Carré (auteur de BD et concept artist de Alone in the Dark), Mathias Verhasselt (Cinematic Artist chez Blizzard, ayant créé des décors cinématiques de Diablo III), ou encore Jean-Sébastien Rossbach, cover artist chez DC Comics et Marvel, illustrateur chez Wizards of the Coast L’audience grossit jusqu'à 2012 où 250 personnes assistent à l'événement, mais en 2013, faute de participant, le meeting est annulé,.
En 2010 toujours, elle participe à une performance de concert illustré avec Natsuko Asō à La Maroquinerie, dans le XXe à Paris .
En 2011, elle édite et participe à la mise en couleur de Brume, une bande dessinée collective de 270 pages, comportant 19 histoires autour des problèmes environnementaux, une partie des bénéfices est reversée à la Ligue pour la protection des oiseaux.
Après le séisme de 2011 de la côte Pacifique du Tōhoku, au Japon, faisant des milliers de victimes, elle lance avec Jean-David Morvan et Sylvain Runberg, une initiative visant à récolter les dessins de différents illustrateurs, via le forum Café Salé, et à les vendre pour récolter des fonds pour porter secours aux victimes,,,. Un recueil, intitulé Magnitude 9 – des images pour le Japon, sera ensuite édité en septembre 2011 avec ces dessins. Une vente aux enchères des œuvres originales aura lieu à la Galerie Arludik. 
Elle est l'autrice de Ma Cuisine Illustrée, série de quatre ouvrages collectifs, dont elle illustre certaines recettes. Chaque livre correspond à une saison, et donne des recettes utilisant les fruits et légumes du moment, pouvant se trouver à proximité dans l'esprit des AMAP. Pour le tome sur la cuisine d'hiver, elle se fait accompagner de 13 illustrateurs : Anne Montel, Line T, Aurélie Neyret, Reuno, Crowley, Brutal Moineau, Maëlle C., Hk, Yuio, Vincent Lévêque, Bruno Enna (Nénent), Lubee et Marie Ecarlat.
Le 15 avril 2013, Ankama décide de fermer la filiale CFSL.ink gérée par Kness, celle-ci n'étant pas jugé rentable, elle est transformée en collection d'Ankama. La Grenouille noire (traduction de l'œuvre autobiographique Les carnets de la grenouille noire (ou The Black Frog en anglais), série de livres illustrés de Igor-Alban Chevalier d'abord publié sur internet) est retiré du catalogue, celui-ci décide alors de s'auto-publier. Kness lance alors une souscription via Ulele pour publier « Café Salé | Artbook T8 », la souscription sera un succès puisque le 10 juin 2014, à la fin de la campagne, 30 838 euros sont récoltés pour un objectif initial de 21 630 euros,.
En novembre 2013, elle participe à l'album collectif Merveilleux ! – Contes et légendes illustrés, illustrant des comptes pour enfants, les illustrations sont présentés et vendus à la galerie Arludik le 16 novembre et les bénéfices sont versés à l’Œuvre des pupilles orphelins des sapeurs-pompiers de France, association à l'initiative du journaliste Thomas Hugues.

## Ludographie
- Wakfu TCG, jeu de cartes (collectif), quelques cartes co-illustrés avec Made[26].
- Playin'TV, offre de jeux de la box Bouygues Telecom (chartes, illustrations, logos, matériel marketing).
- Création et développement des sites pour Confrontation (jeu de figurines),

## Publications

### Autrice et illustratrice
- Ma Cuisine Illustrée : Collectif, Ankama éditions, CFSL Ink :
  - Automne (octobre 2012), autres dessinateurs : Reuno, Anne Montel  (ISBN 978-2359470222)
  - Hiver (janvier 2013), autres dessinateurs Anne Montel, Line T, Aurélie Neyret, Reuno, Crowley, Brutal Moineau, Maëlle C., Hk, Yuio, Vincent Lévêque, Clément Lefèvre (Nénent), Lubee et Marie Ecarlat  (ISBN 978-2359470437)
  - Printemps (avril 2013), autres dessinateurs : collectif Café Salé  (ISBN 978-2359470444)
  - Été (juin 2013), autres dessinateurs : collectif  (ISBN 978-2359470451)
- Café Salé, Ankama éditions, 2010, CFSL Ink :
  - CFSL Net T1, 2007, (dessinatrice uniquement)
  - CFSL Net T2, 2008
  - CFSL Net T4, 2010
  - Shuffle T5 — Character design, juin 2011 (collectif)[27].  (ISBN 9782359470130)
  - CFSL Net T7, 2013
- Magnitude 9 – des images pour le Japon (collectif), préface de Pierre Christin, 2011, CFSL.Ink   (ISBN 978-2359470253)
- Merveilleux ! – Contes et légendes illustrés, collectif, 2013, collection CFSL.ink, Ankama édition  (ISBN 978-2359470499)
- Travaux pratiques : colorisation avec Photoshop — Illustration, BD, manga, en collaboration avec Made, édition Dunod, 2010  (ISBN 978-2100537266).
- Je colorie les bébés animaux, juin 2007, éditeur Babiroussa,  (ISBN 978-2354380069)

### Mise en couleur
- 7 secondes, scénario Jean-David Morvan, dessin Gérald Parel :
  - T3 : Lambaratidinis (2004)
  - T4 : Guillot (2006)
- Trop de bonheur (T.D.B), scénario de Jean-David Morvan :
  - T2 : Space Bob (2004)
- Flight (en), juillet 2004 - juin 2011, 8 numéros.
- Butch Cassidy, scénario Brrémaud, dessin Bruno Duhamel, d'après la vie de Butch Cassidy.
  - T1 : Walnut Graves (2006)
- La Légende de Cassidy, scénario Roger Martin, dessin Asaf Hanuka :
  - T2 : Le syndicat des pilleurs de train (2006)
- Husk, scénario Frédéric L'Homme, dessin Arnaud Boudoiron :
  - T1 : Monkey Brain, 2007, Arnaud Boudoiron participe également à la mise en couleur[28].
- Natty, scénario : Éric Corbeyran - Dessin : Melvil (Serge Meirinho), Éd. Dargaud :
  - T1 : Natty, mai 2008  (ISBN 978-2505003557)
  - T2 : Natty 2, décembre 2008  (ISBN 978-2505006152)
- The only one (T.O.O.), scénario Jean-David Morvan, dessin Bengal, édition Glénat  (ISBN 978-2723429924)
- Terra, Nostra, Organisation (T.N.O.), scénario de Jean-Claude Bartoll, dessin de Franck Bonnet :
  - T1 : Ebola, 2006
  - T2 : Le Triangle de la soif, 2007
  - T3 : Bois de guerre, 2008
- Insiders scénario de Jean-Claude Bartoll, dessin de Renaud Garreta :
  - T3 : Missiles pour Islamabad, 2004  (ISBN 2-205-05556-9)
  - T4 : Le Piège afghan, 2005  (ISBN 2-205-05658-1)
  - T5 : O.P.A. sur le Kremlin, 2006  (ISBN 2-205-05761-8)
- Le Monde de Lucie, scénario de Kris, dessin de Guillaume Martinez, couleur Nadine Thomas et Kness, Éditions Futuropolis :
  - T1 : Et pourquoi pas l'enfer…, 2007
  - T2 : Rester en vie, 2008
  - T3 : Lucie(s), 2010
- Les Garnimos, Soleil, coll. « Soleil for kids », scénario et dessin Dav :
  - T2 : Le vilain petit gorille, 2007
  - T3 : Chaud effroi, 2012
- Assassin's Creed, scénario Éric Corbeyran, dessin Djillali Defali :
  - T1 : Desmond, 48 pages, 2009,  (ISBN 978-2918771005)
- Marie Moinard et collectif, En chemin elle rencontre... : Les artistes se mobilisent contre la violence faite aux femmes, Vincennes, Des ronds dans l'O / Amnesty International, septembre 2009, 96 p. (ISBN 978-2-917237-06-9) - scénario de Kris et dessin de Nicoby
- Brume (collectif), 270 pages, 19 histoires, 2011, CFSL.Ink / Ankama,  (ISBN 978-2359470079)
- Ouessantines, scénario de Patrick Weber, dessin de Nicoby, 2013, chez Vents d'Ouest  (ISBN 978-2749306605)